# Dorfmühle (Bennungen)

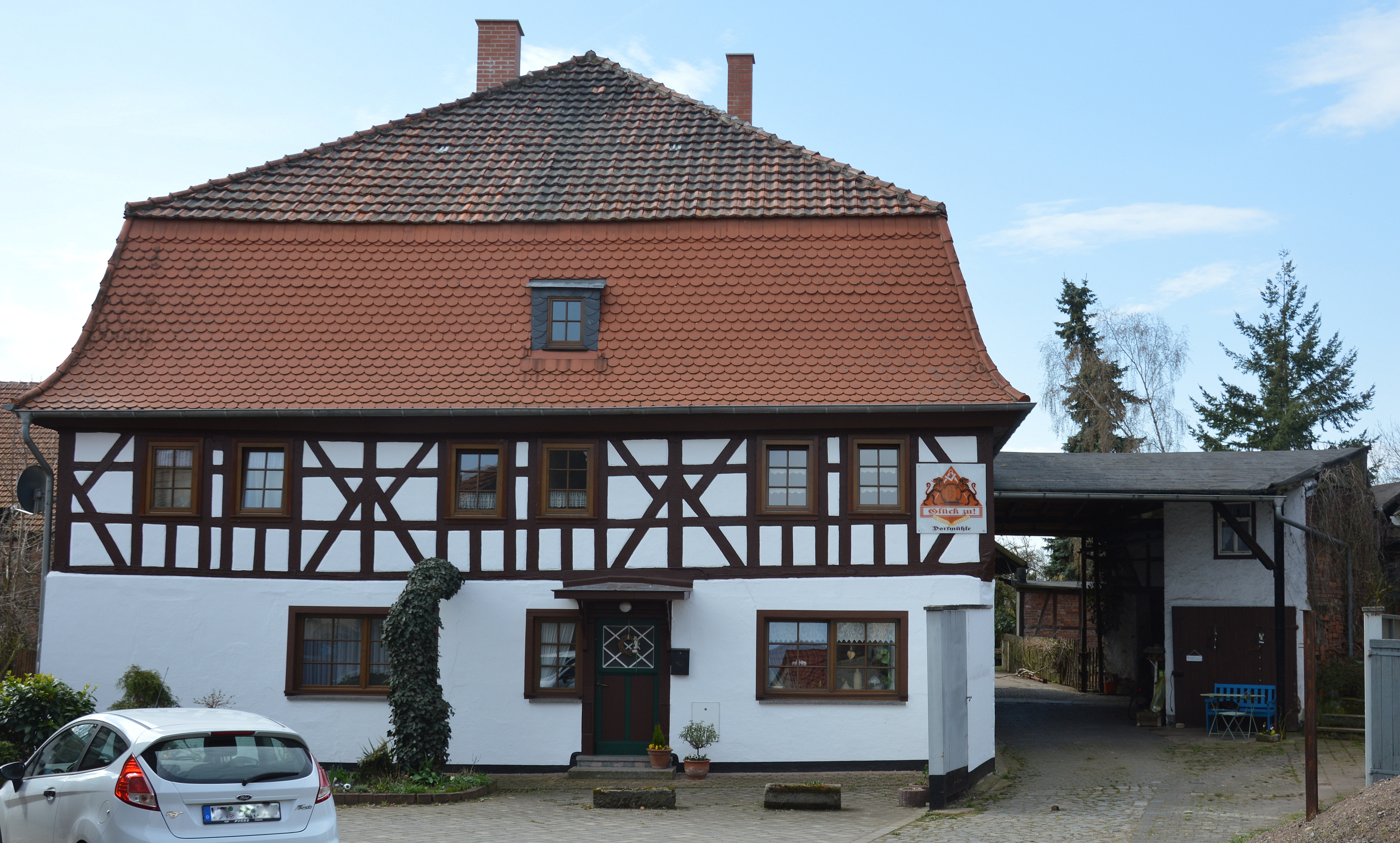
Dorfmühle

Die Dorfmühle ist eine denkmalgeschützte Wassermühle in Bennungen in der Gemeinde Südharz in Sachsen-Anhalt.

## Lage
Sie befindet sich im südlichen Teil des Dorfes an der Adresse Mühlgasse 99 am Mühlgraben Bennungen.

## Architektur und Geschichte
Die Dorfmühle gehörte ursprünglich zum Rittergut Bennungen, welches bereits seit dem 10. Jahrhundert bestand. Die Mühle ist urkundlich seit 1499 belegt. In diesem Jahr wurde die Mühle gemeinsam mit dem Rittergut von den Stolberger Grafen an die Gebrüder Hans und Kurt Barth veräußert. Für das Jahr 1546 ist ein Hochwasser belegt, das zu einem fünf Zoll hohen Wasserstand in der Mühlenstube führte. Im ältesten erhaltenen Kirchenbuch des Orts wird für das Jahr 1682 als Müllermeister Martin Kühling benannt. Im Umfeld der Mühle kam es 1699 zu einem tödlichen Unglück, die Tochter des Schäfers ertrank damals im Mühlsumpf.
1729 erwarb Friedrich Penoldt die Mühle von den Heyrothschen Erben für 1500 Taler. Penoldt baute die Mühle weitgehend neu, auf ihn geht auch das heutige Wohnhaus zurück, das zumindest bis 1737 fertiggestellt war. Das zweigeschossige Fachwerkhaus ist im Stil des Barock errichtet und mit einem Mansardwalmdach bedeckt. Zum Bau und Ausstattung der Mühle hatte Penoldt bei anderen Müllern Kredite in Höhe von insgesamt 1700 Talern aufgenommen. Die Mühle verfügte über zwei Mahlgänge sowie einen Schrotgang und eine Ölmühle.
In der Folgezeit sind zwei weitere tödliche Unfälle an der Mühle belegt. 1755 geriet der Schüler Andreas Eckardt unter die Welle. Im Jahr 1772 fiel am 16. Januar um 23.00 Uhr der damalige Müller Heinrich Sanftleben während er Eis abschlug unter das Mühlrad und ertrank.
Für den Winter Anfang 1784 ist überliefert, dass es im Januar und Februar so kalt war, dass die Helme zu fror und die Mühle stillstand.
1899 bestand durch den damaligen Müller Karl Müller der Plan, in der Mühle Strom für Bennungen sowohl für die privaten Häuser als auch für eine öffentliche Straßenbeleuchtung zu erzeugen. Am 17. Juli 1899 stimmte der Gemeinderat Bennungen mit sechs zu fünf Stimmen für den Abschluss eines entsprechenden Vertrages. In der Mühle wurden wohl auch entsprechende bauliche Veränderungen vorgenommen. Eine Stromversorgung des Orts durch die Mühle wurde jedoch nicht umgesetzt.
1908 war die Mühle erneut von einem Hochwasser betroffen und für mehrere Tage von der Umgebung abgeschnitten.
Im Jahr 1936 wurde die Mühle von Ernst Müller an den aus Kleinwechsungen stammenden Müllermeister Alfred Menge veräußert. Menge nutzte die Mühle weiter zum Mahlen, betrieb jedoch auch eine vom Mühlrad angetriebene Dreschmaschine. Die Wasserkraft als regulärer Antrieb wurde dann jedoch 1941 von Elektromotoren ersetzt, wobei das Wasserrad gelegentlich noch genutzt wurde. 1942 erfolgte eine Erneuerung der Welle.
Ein weiteres Hochwasser betraf die Wassermühle 1946, es ertranken mehrere Schafe, die nicht rechtzeitig in Sicherheit gebracht werden konnten. 1952 brach das Helmewehr. Bis zur Erneuerung des Wehrs im Jahr 1960 konnte das Wasserrad aufgrund des damit bestehenden Wassermangels nicht betrieben werden. 1960 wurde in der Mühle noch Mehl gemahlen. Die Mühle wurde dann durch die LPG übernommen, die die Anlage jedoch nur selten nutzte. Nach einigen Jahren brach dann die aus Eichenholz gefertigte Welle, so dass das Mühlrad stillgelegt wurde.
1972 ging die Mühle an Martin Menge der sie weiter betrieb. Es wurde in größerem Umfang Schrot für die Viehhaltung gemahlen. Im Jahr 1993 bestand noch ein Schrotgang mit Steinen sowie eine Hammermühle.
Im örtlichen Denkmalverzeichnis ist die Mühle unter der Erfassungsnummer 094 83395 als Baudenkmal verzeichnet.